# Autódromo Mantarraya
El Autódromo Mantarraya fue un proyecto de un autódromo de 4,949 km que estaría ubicado al sur del Aeropuerto Internacional de Cancún, entre Cancún y Puerto Morelos. Fue anunciado en octubre de 2005, lograría su contrato y se esperaba que entrara al campeonato de Fórmula 1 como Gran Premio de Cancún o Gran Premio de México, esta carrera se empezaría a competir desde 2006 hasta 2010. El circuito iba a ser construido en una propiedad de 800 hectáreas. Diseñado por el reconocido diseñador de autódromos Hermann Tilke, estaba dirigido en el sentido izquierdo. El empresario José Chapur, uno de los promotores que espera llevar la Fórmula 1 a Cancún, precisó que el autódromo tendría una capacidad para 160.000 espectadores y que su construcción requeriría de una inversión cercana a los 200 millones de dólares. El autódromo estaba pensado que albergara a la Champ Car, la Nascar y la Fórmula 1, esto debido a las diferentes trazados que albergaba en su interior.
El Gran Premio no lograría ser parte del calendario de 2006. Posteriormente hubo otros intentos para financiar la carrera, pero nunca se concretó.